# Олимпийский стадион Гуандуна
Олимпийский стадион Гуандуна (кит. трад. 廣東奧林 匹克體育中心, упр. 广东奥林匹克体育中心, пиньинь Guǎngdōng Àolínpǐkè tǐyù zhōngxīn), также называется Главным стадионом Гуандуна — многофункциональный стадион в Гуанчжоу, провинция Гуандун, КНР. В настоящее время в основном используется для проведения футбольных матчей. Вмещает 80,000 зрителей.

## История
Строительство стадиона началось в 1998 году. Был открыт к IX Спартакиаде народов КНР 2001 года. Первоначально планировался для приема Летней Олимпиады 2008 года, однако позднее была принята идея строительства нового национального стадиона в Пекине. Дизайн был разработан в 1999 году, в нём принимал участие американский архитектор Эллерби Бекет. Он отталкивался от названия Гуанчжоу — «Город Цветов», соответственно была придумана идея создания крыши стадиона, похожей на огромный цветок.